# Strandvallen

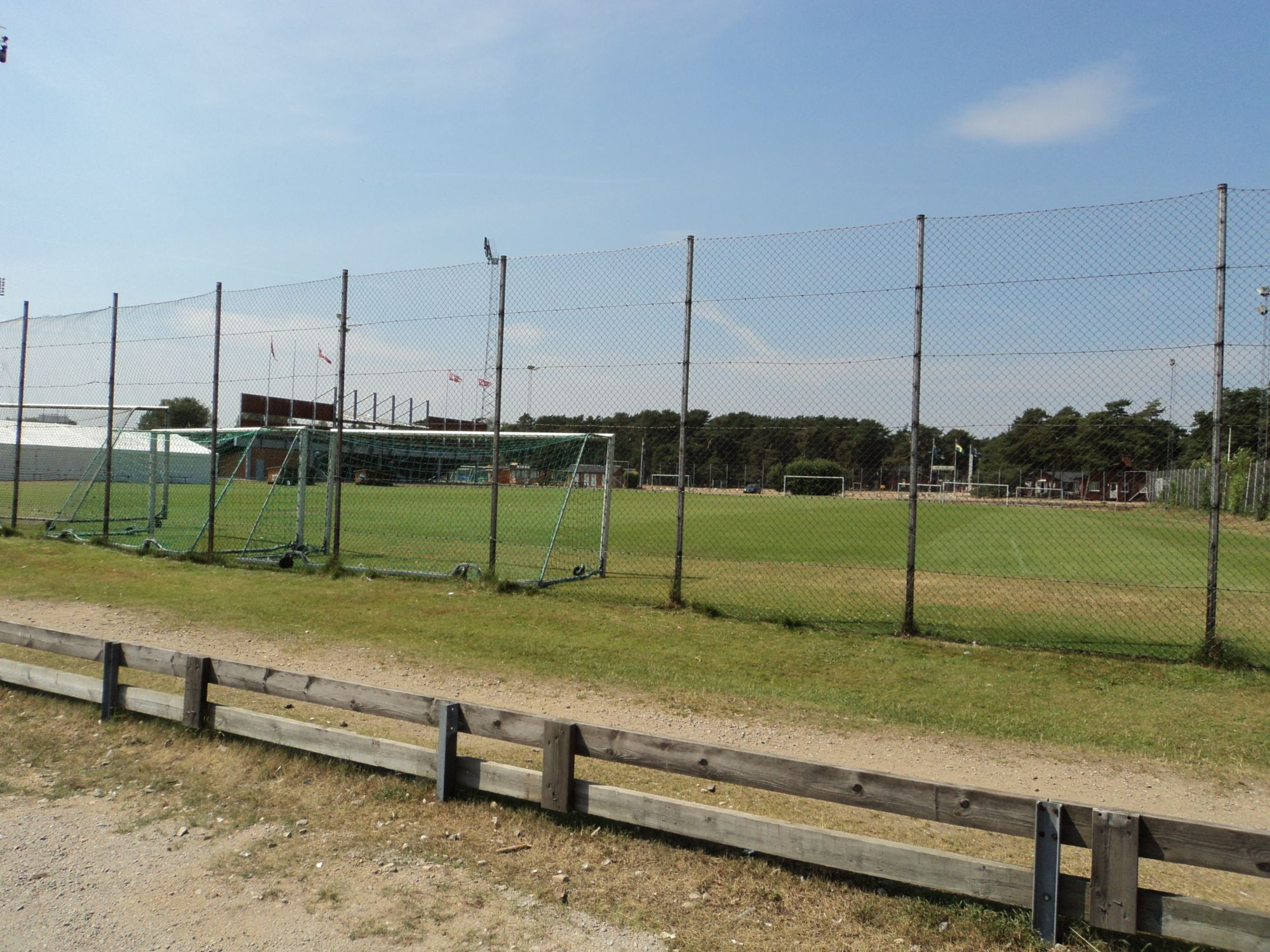
B-planen på Strandvallen i Hällevik.

Strandvallen är en fotbollsarena i Hällevik på Listerlandet i Sölvesborgs kommun, västra Blekinge. Arenan är hemmaplan för Mjällby AIF. Strandvallen stod klar 1953. Kapaciteten 6 000 platser. Publikrekordet på 8 438 noterades den 13 april 1980 mot Kalmar FF (0–1) i första omgången av Allsvenskan.
Strandvallen var länge en av få fotbollsarenor i Sverige för elitfotboll som saknade elljus. Mjällby AIF hade länge dispens men kraven för Superettan ökade och den 13 maj 2008 till matchen Mjällby AIF–Örgryte IS invigdes elljuset på Strandvallen. Till säsongen 2010 byggdes en ny läktare på den norra kortsidan som har 1 000 nya sittplatser varav en tredjedel är under tak. Kapaciteten sänktes av Svenska Fotbollförbundet från 7 500 till 7 000 innan säsongen 2010 började. Inför säsongen 2012 byggdes läktaren på den norra kortsidan ut ytterligare med 580 nya sittplatser. Hela den norra kortsidan, kallad "Extra-läktaren", är nu under tak.